# Макаркино (Моркинський район)
Мака́ркино (рос. Макаркино, марій. Макарсола) — присілок у складі Моркинського району Марій Ел, Росія. Входить до складу Шиньшинського сільського поселення.

## Населення
Населення — 23 особи (2010; 35 у 2002).
Національний склад (станом на 2002 рік):
- марі — 100 %